# Afroedura bogerti
Afroedura bogerti är en ödleart som beskrevs av Arthur Loveridge 1944. Afroedura bogerti ingår i släktet Afroedura och familjen geckoödlor. Inga underarter finns listade i Catalogue of Life.
Arten förekommer i Angola och Namibia. Honor lägger ägg.